# Ernst Poertgen
Ernst Poertgen (Altenessen, 25 januari 1912 – Bonn, 3 november 1986) was een Duitse voetballer.

## Biografie
Poertgen is afkomstig uit Altenessen, wat tot 1915 nog een zelfstandige gemeente was. Hij begon zijn carrière ook bij de jeugd van BV Altenessen en maakte in 1930 de overstap naar Schwarz-Weiß Essen. Na een klein intermezzo bij FC Nürnberg ging hij in 1934 voor Schalke 04 spelen. Dat jaar won de club al de landstitel al speelde Poertgen niet in de finale. In 1935 speelde hij die wel tegen VfB Stuttgart en maakte een hattrick in het 6-4 doelpuntenfestijn dat Schalke een tweede titel opleverde. Nadat Nürnberg de club in 1936 in de halve finale uitschakelde plaatste de club zich in 1937 wel weer voor de finale. Voor 101.000 toeschouwers in het Berlijnse Olympiastadion maakte hij de eerste goal in de 26ste minuut tegen Nürnberg. Het werd nog 2-0.
Ook in 1938 stond Schalke in de finale, nu tegen Hannover 96 en Poertgen scoorde opnieuw twee keer, maar het werd 3-3 en ook de verlengingen brachten geen soelaas waardoor een week later voor bijna 95.000 toeschouwers een replay gespeeld werd. Ook nu kwam het tot verlengingen, maar deze keer trok Hannover aan het langste eind en won met 4-3. Door zijn huwelijk verhuisde hij in 1937 al naar Bonn en in 1938 maakte hij dan ook een transfer naar Bonner FV. Sportief was dit alleszins geen voltreffer, want de club was een jaar eerder al uit de Gauliga Mittelrhein degradeerde. Tijdens de Tweede Wereldoorlog speelde hij ook een tijd voor Wacker München toen hij daar gestationeerd was als militair. In 1942 werd hij gevangen genomen door de Amerikanen en keerde pas in 1942 naar Bonn terug.
Hij speelde ook 3 wedstrijden voor het nationale elftal en kon hierin maar liefst vijf keer scoren. Begin jaren tachtig verloor hij een been nadat hij door een auto werd aangereden. Hij overleed in 1986 op 74-jarige leeftijd.